# Balao
Balao – miasto w Ekwadorze, w prowincji Guayas, stolica kantonu Balao.